# Скворцы (Минская область)
Скворцы́ (бел. Скварцы) — деревня в составе Добринёвского сельсовета Дзержинского района Минской области Беларуси. Деревня расположена в 20 километрах от Дзержинска, 31 километрах от Минска и 18 километрах от железнодорожной станции Фаниполь.

## Название
Топоним является производным от названия птицы — скворцы, либо же является вместе с топонимами Сква́рчицы (бел. Скварчыцы), Сква́рск (бел. Скварск) происходят от названия-клички, превосходное от слова шкварка.

## История
В конце XVIII века известна как деревня в Минском повете Минского воеводства Великого княжества Литовского, владение Радзивиллов. После второго раздела Речи Посполитой (1793 год) в составе Российской империи. В 1800 году насчитывается 12 дворов, проживают 73 жителя, собственность князя Доминика Радивила. В конце XIX век—начале XX века деревня находилась в составе Станьковской волости Минского уезда Минской губернии. В 1897 году, по данным первой всероссийской переписи населения насчитывалось 30 дворов, проживали 173 жителей, действовали корчма и кузница. Известно также, что в 1917 году насчитывалось 35 дворов и проживали 203 жителя.
С 9 марта 1918 года в составе провозглашённой Белорусской Народной Республики, однако фактически находилась под контролем германской военной администрации. С 1 января 1919 года в составе Советской Социалистической Республики Белоруссия, а с 27 февраля того же года в составе Литовско-Белорусской ССР, летом 1919 года деревня была занята польскими войсками, после подписания рижского мира — в составе Белорусской ССР.
С 20 августа 1924 года в составе Добринёвского сельсовета Койдановского района Минского округа. 15 марта 1932 года Койдановский район преобразован в Койдановский польский национальный район, который 26 июня был переименован в Дзержинский.  31 июля 1937 года Дзержинский национальный полрайон был упразднён, деревня Скворцы перешла в состав Минского района Минского округа, с 20 февраля 1938 года — в составе Минской области. 4 февраля 1939 года Дзержинский район был восстановлен. В 1926 году, по данным первой всесоюзной переписи в деревне проживали 202 жителя, насчитывалось 45 дворов. В 1930 году был организован им. Розы Люксембург, который обслуживала Фанипольская МТС. В деревне работала торфоразрабатывающая артель «Искра» и шорная мастерская.
В Великую Отечественную войну с 28 июня 1941 года до 7 июля 1944 года под немецко-фашистской оккупацией. Во время войны на фронте погибли 10 жителей деревни. В 1960 году в деревне проживает 151 житель, входила (с 1963 года) в совхоз им. Марата Казея (центр — д. Даниловичи). В 1991 году в Скворцах насчитывалось 23 придомовых хозяйств, проживали 44 жителя. По состоянию на 2009 год в составе ОАО «ММК-Агро» (центр — д. Добринёво), в деревне проживают 26 жителей, насчитывается 10 хозяйств.

### Известные уроженцы
- Николай Васильевич Бирилло (1923—1992) — лингвист, специалист по белорусской антропонимии и диалектологии. Академик Национальной академии наук Беларуси (1977; чл.-корр. с 1972), доктор филологических наук (1969), профессор (1971);
- Лукащ Колюга (1909—1937) — белорусский писатель, прозаик и переводчик.

### Достопримечательности
- На западной окраине деревни расположен курган, имеющий местное название Шведская Могила, на правом берегу реки Жесть (приток р. Уса. Продолжительность насыпи 21×9 м, высотой 0,9—1,1 м. Открыл и исследовал в 1976 году Ю.А. Заяц[7].

## Население
| Численность населения (по годам) | Численность населения (по годам) | Численность населения (по годам) | Численность населения (по годам) | Численность населения (по годам) | Численность населения (по годам) | Численность населения (по годам) | Численность населения (по годам) |
| 1800                             | 1897                             | 1909                             | 1917                             | 1926                             | 1960                             | 1991                             | 1999                             |
| -------------------------------- | -------------------------------- | -------------------------------- | -------------------------------- | -------------------------------- | -------------------------------- | -------------------------------- | -------------------------------- |
| 73                               | ↗173                             | ↗193                             | ↗203                             | ↘202                             | ↘151                             | ↘44                              | ↘33                              |
| 2004                             | 2009                             | 2017                             | 2018                             | 2020                             | 2022                             |                                  |                                  |
| ↘24                              | ↗26                              | ↘25                              | ↗28                              | ↗33                              | ↗34                              |                                  |                                  |